# Municipio de Sinnott
El municipio de Sinnott (en inglés: Sinnott Township) es un municipio ubicado en el condado de Marshall en el estado estadounidense de Minnesota. En el año 2010 tenía una población de 24 habitantes y una densidad poblacional de 0,26 personas por km².

## Geografía
El municipio de Sinnott se encuentra ubicado en las coordenadas 48°30′00″N 96°50′45″O / 48.50000, -96.84583. Según la Oficina del Censo de los Estados Unidos, el municipio tiene una superficie total de 93.65 km², de la cual 93,65 km² corresponden a tierra firme y (0 %) 0 km² es agua.

## Demografía
Según el censo de 2010, había 24 personas residiendo en el municipio de Sinnott. La densidad de población era de 0,26 hab./km². De los 24 habitantes, el municipio de Sinnott estaba compuesto por el 100 % blancos. Del total de la población el 0 % eran hispanos o latinos de cualquier raza.